# Tjažinskij rajon
Il Tjažinskij rajon (in russo Тяжинский район?) è un rajon dell'Oblast' di Kemerovo, nella Russia europea; il capoluogo è Tjažinskij. Istituito nel 1931, ricopre una superficie di 3.540 chilometri quadrati e consta di una popolazione di circa 31.000 abitanti.